# 勝見正義
勝見 正義（かつみ まさよし、1903年1月1日 - 1961年9月8日）は、日本の映画監督、脚本家である。別名勝見 雅之（かつみ まさゆき）。

## 人物・来歴
1903年（明治36年）1月1日、北海道で生まれる。10歳上の兄に俳優の勝見庸太郎（1893年 - 1962年）がいる。
東京に移り、旧制・早稲田第二高等学院（現在の早稲田大学高等学院）に入学するも、中途退学し、兄が所属する松竹蒲田撮影所の監督部に入社する。池田義信に師事して脚本・演出を学び、その後、京都に移り、牧野省三のマキノ映画製作所等持院撮影所に移籍、沼田紅緑に師事する。1924年（大正13年）7月、同社は東亜キネマに吸収されるが、勝見は継続的に同社の等持院撮影所に入社する。1925年（大正14年）6月19日に公開された沼田監督の『落花の舞 後篇』で助監督としてクレジットされた記録が残っている。同年同月、牧野は東亜キネマを退社し、新たに御室撮影所を設け新会社マキノ・プロダクションを設立すると、勝見もこれに参加する。同年8月28日には、岡本綺堂の原作を中島宝三が脚色した『白虎隊』が公開されるが、これは、牧野の総監督のもとに勝見が演出したものであり、これが認められ、自ら執筆した原案を西条照太郎が脚本化した『目明し佐吉の死』を「第一回監督作」として同年10月4日に公開、本格的に監督として一本立ちした。以降、多く西条脚本作の演出を手がけた。

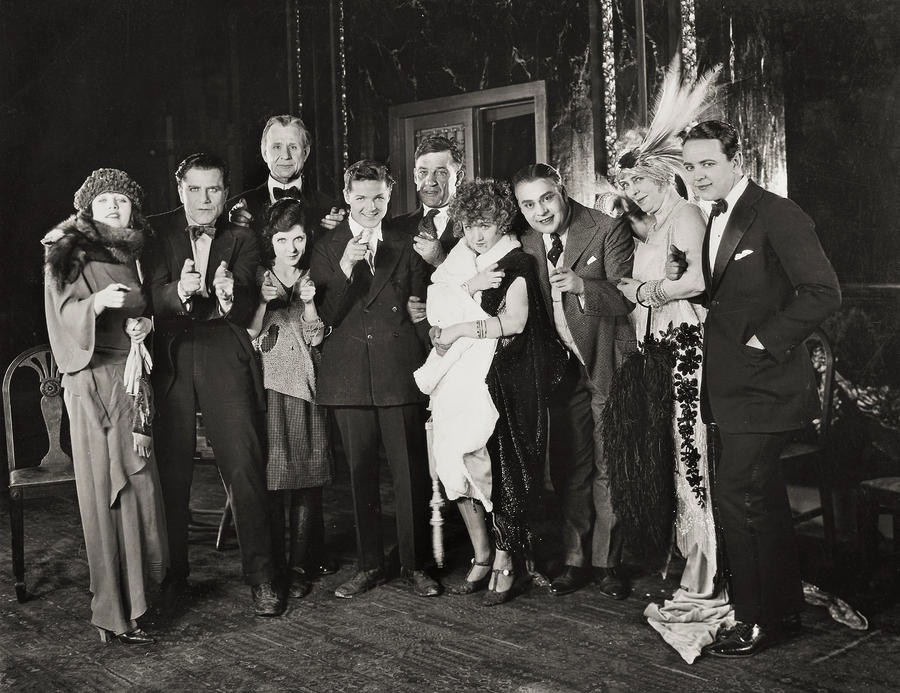
『光を求めて』（1930年）の原案となった『文明の破壊』（1922年）のスチル写真。

1926年（大正15年）の初め、兄・庸太郎が松竹キネマを退社、勝見は兄に対し、マキノと提携して勝見庸太郎プロダクションを設立することを勧め、これが実現する。同年11月14日には、勝見庸太郎プロダクション第一回作品として兄が監督・主演、勝見が監督補としてクレジットされた『恋の丸橋』が公開される。以降、兄が監督を兼務しないほとんどの作品を勝見が監督した。1929年（昭和4年）7月25日には、牧野省三が亡くなり、同年9月にマキノ正博を核とした新体制が発表になると、勝見は、マキノ正博、金森万象、二川文太郎、吉野二郎、阪田重則らとともに「監督」に名を連ねた。勝見が監督し、1930年（昭和5年）5月16日に公開された『光を求めて』は、ジョージ・フィッツモーリス監督の『文明の破壊』（1922年）を熊谷久弥（熊谷草彌）が日本を舞台に翻案したものであり、もともとの舞台戯曲を書いたウィラード・マックが「原作」にクレジットされている。
その後、新体制下のマキノ・プロダクションは財政が悪化し、同年12月、賃金未払いが発生してストライキが起き、翌1931年（昭和6年）1月、マキノ正博に代って二川文太郎が委員長となった従業員組合の副委員長に、金森とともに就任している。同年同月、製作が再開されたが、同年2月には御室撮影所が全焼、同年3月末には解散を余儀なくされた。勝見は、最後まで同社に所属して同社の製作をささえ、同年3月13日に公開された『紅蝙蝠』が、同社での最後の監督作であった。同社在籍中に、同社所属の女優と結婚歴があったと岸松雄が記している。同社解散後、月形龍之介がトーキーを製作するために奈良に撮影所を開いた第二次月形プロダクションで、レックス・イングラム監督の『スカラムーシュ』（1923年）を翻案した『暁の市街戦』を監督し、同作は1932年（昭和7年）4月7日に公開されている。同作では、写真化学研究所（のちのP.C.L.映画製作所、現在の東宝スタジオ）のシステムを採用、日本での最初期のオール・トーキーを実現した。
1934年（昭和9年）には、西条照太郎の紹介で、東京の大都映画に入社する。同年3月29日公開された『名金 奇襲浅間山麓の巻』（主演阿部九州男）が記録に残る入社第1作である。このころ、同社の女優佐久間妙子（本名・西島静子）の姉と結婚している。1935年（昭和10年）2月7日に公開された『密使紫頭巾 前篇』（主演琴糸路）を最後に同社を退社した。1936年（昭和11年）5月に兵庫県西宮市甲陽園に設立された甲陽映画に入社し、「勝見 雅之」の名で3作を撮っている。1937年（昭和12年）の同社解散後は、時期は不明であるが、中国大陸を放浪したとされる。
第二次世界大戦後の作品歴等、詳細な消息は伝えられておらず、岸松雄は「アルコール中毒」だったと表現している。戦後16年経った1961年（昭和36年）9月8日、病院で死去した。満58歳没。
翌1962年（昭和37年）9月1日には、兄の勝見庸太郎が満68歳で死去している。妻（佐久間の姉）との間には4男1女をもうけ、妻は、勝見と同じくマキノ出身で甲陽映画にも在籍した映画監督高見貞衛の妻・那智恵美子（出生名・奥山蓮子、別名・若草美智子、元女優）と仲がよく、戦後はいずれも東京に在住し交流したとのことである。2005年（平成17年）にイタリアで行われた第24回ポルデノーネ無声映画祭で、現存する1作『仇討奇譚 勝鬨』が上映された。

## フィルモグラフィ

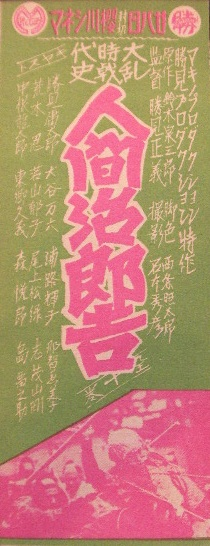
『人間治郎吉』（1927年）公開時のチラシ、「勝見正義」の名が確認できる。図柄は勝見庸太郎ら。

クレジットは特筆以外すべて「監督」である。公開日の右側には監督を含む監督以外のクレジットがなされた場合の職名、および東京国立近代美術館フィルムセンター（NFC）、マツダ映画社所蔵等の上映用プリントの現存状況についても記す。同センター等に所蔵されていないものは、とくに1940年代以前の作品についてはほぼ現存しないフィルムである。資料によってタイトルの異なるものは併記した。   

### マキノプロダクション御室撮影所
特筆以外すべて製作は「マキノプロダクション御室撮影所」、配給は「マキノ・プロダクション」、特筆以外はサイレントである。
- 『落花の舞 後篇』 : 総指揮マキノ省三、監督沼田紅緑、原作前田曙山、脚本井上金太郎、主演泉春子、製作東亜キネマ等持院撮影所、配給東亜キネマ、1925年6月19日公開 - 助監督

- 『白虎隊』 : 総監督マキノ省三、原作岡本綺堂、脚本中島宝三、主演中村歌三郎、1925年8月28日公開
- 『目明し佐吉の死』 : 総指揮マキノ省三、脚本西条照太郎、主演実川延松、1925年10月4日公開 - 原作・監督
- 『復讐と兄弟』 : 原作・脚本西條照太郎（西条照太郎）、主演都賀清司、1925年12月18日公開
- 『修羅八荒 第一篇』 : 総監督マキノ省三、原作行友李風、脚本西條照太郎、主演月形龍之介、1926年2月15日公開 - 二川文太郎・橋本佐一呂とともに監督
- 『修羅八荒 第二篇』 : 総監督マキノ省三、原作行友李風、脚本西條照太郎、主演月形龍之介、1926年3月3日公開 - 二川文太郎とともに監督、『修羅八荒 中篇』題・51分尺で現存（NFC所蔵[8]）
- 『裁かるゝ者』 : 総監督マキノ省三、原作・脚本西条照太郎、主演月形龍之介、1926年5月14日公開
- 『仇討奇譚 勝鬨』[6]（『勝鬨』[7][8]） : 総指揮マキノ省三、原作・脚本西条照太郎、主演月形龍之介、1926年9月24日公開 - 監督、『勝鬨』題・77分尺で現存（NFC所蔵[8]）
- 『恋の丸橋』 : 総指揮マキノ省三、監督・脚本勝見黙笑（勝見庸太郎）、主演勝見庸太郎、製作勝見庸太郎プロダクション、配給マキノプロダクション、1926年11月14日公開 - 監督補（勝見庸太郎プロダクション創立第一回作品）
- 『喧嘩買兵衛』 : 	総監督マキノ荘造（マキノ省三）、原案勝見黙笑、脚本西條照太郎、主演勝見庸太郎、製作勝見庸太郎プロダクション、配給マキノプロダクション、1927年1月14日公開
- 『人間治郎吉』[6][7]（『人間次郎吉』[7]） : 指揮マキノ荘造（マキノ省三）、原作鈴木泉三郎、脚本西条照太郎・並木狂太郎（並木鏡太郎）、主演勝見庸太郎、製作勝見庸太郎プロダクション、配給マキノプロダクション、1927年4月29日公開
- 『紺屋高尾』 : 脚本勝見黙笑、主演勝見庸太郎、製作勝見庸太郎プロダクション、配給マキノプロダクション、1927年5月27日公開
- 『人間屑』 : 指揮マキノ荘造（マキノ省三）、脚本勝見黙笑、主演勝見庸太郎、製作勝見庸太郎プロダクション、配給マキノプロダクション、1927年6月3日公開
- 『荒神山』 : 原作神田伯山、脚本勝見黙笑、主演勝見庸太郎、製作勝見庸太郎プロダクション、配給マキノプロダクション、1927年9月30日公開
- 『文七元結』 : 原作・脚本勝見黙笑、主演勝見庸太郎、製作勝見庸太郎プロダクション、配給マキノプロダクション、1927年10月21日公開
- 『金看板甚九郎異聞 雁の道』（『雁の道』[7]） : 原作・脚本西条章太郎（西条照太郎）、主演勝見庸太郎、製作勝見庸太郎プロダクション、配給マキノプロダクション、1928年1月24日公開
- 『べらぼう長者』 : 原作八田尚之、脚本勝見黙笑、主演勝見庸太郎、製作勝見庸太郎プロダクション、配給マキノプロダクション、1928年3月28日公開
- 『紺屋高尾』 : 脚本勝見黙笑、主演勝見庸太郎、製作勝見庸太郎プロダクション、配給マキノプロダクション、1928年10月5日公開
- 『河内山と直侍』 : 脚本西条章太郎（西条照太郎）、主演勝見庸太郎、製作勝見庸太郎プロダクション、配給マキノプロダクション、1928年10月11日公開
- 『不破数右衛門』 : 主演根岸東一郎、1928年11月30日公開 - 脚本・監督
- 『円タク』 : 原作・脚本勝見黙笑、主演勝見庸太郎、製作勝見庸太郎プロダクション、配給マキノプロダクション、1929年2月8日公開
- 『韋駄天金太』 : 原作・脚本村岡義雄、主演河津清三郎、1929年2月15日公開
- 『筑波嵐』（『筑波颪』[7]） : 脚本大山泰、主演河津清三郎、1929年8月30日公開
- 『荒木又右衛門 全五篇』 : 総指揮・原案マキノ省三、脚本瀬川与志、主演南光明、1929年11月1日公開 - マキノ正博・二川文太郎・吉野二郎・押本七之輔とともに監督[7]（中島宝三説あり[6]）
- 『大逆倫』 : 原作・脚本西条照太郎、監督補並木鏡太郎、主演勝見庸太郎、製作勝見庸太郎プロダクション、配給マキノプロダクション、1929年11月22日公開
- 『宮本武蔵』[7] : 原作・脚本寿々喜多呂九平、主演谷崎十郎、1929年製作・公開
- 『二刀流遍路 前篇』 : 原作鵜瀉三平、脚本寿々喜多呂九平、主演谷崎十郎、1930年3月21日公開
- 『二刀流遍路 後篇』 : 原作鵜瀉三平、脚本寿々喜多呂九平、主演谷崎十郎、1930年3月28日公開
- 『光を求めて』 : 原作ウイチード・マック（ウィラード・マック（英語版））、脚本熊谷久弥（熊谷草彌）、主演澤村國太郎、1930年5月16日公開
- 『藤馬は強い』 : 原作湊邦三、脚本大山泰、主演谷崎十郎、1930年6月20日公開
- 『恋寝刃 伊勢音頭』（『伊勢音頭』[7]） : 原作・脚本大山泰、主演澤村國太郎、1930年8月29日公開
- 『真田十勇士 第一篇』 : 監督金森万象・稲葉蛟児・滝沢英輔・三上良二・久保為義、原作八田尚之、脚本藤田潤一、主演南光明、1931年1月15日公開 - 二川文太郎とともに編集
- 『まだら蜘蛛』 : 原作・脚本大山泰、主演谷崎十郎、1931年2月20日公開
- 『紅蝙蝠』（『紅蝙蝠 前篇』[7]） : 原作長谷川伸、脚本日夏英太郎、主演澤村國太郎、1931年3月13日公開

### 月形プロダクション
製作は「月形プロダクション」、配給は「欧米映画社」、トーキーである。
- 『暁の市街戦』 : 原作ラファエル・サバチニ、脚本松崎啓次、撮影ヘンリー・小谷、出演月形龍之介、1932年4月7日公開

### 大都映画
すべて製作・配給は「大都映画」、特筆以外はサイレントである。
- 『名金 奇襲浅間山麓の巻』（『名金 完結 奇襲浅間山麓の巻』[7]） : 原作・脚本吉岡貞明、主演阿部九州男、1934年3月29日公開
- 『勇肌一心太助』 : 原作・脚本横山昌彦、主演阿部九州男、1934年4月12日公開
- 『疾風の新三』 : 脚本坂本辰夫、主演阿部九州男、1934年5月3日公開
- 『伊達姿弁慶格子』（『伊達姿慶格子』[7]） : 脚本小原不二夫、主演阿部九州男、1934年5月17日公開
- 『護る影 第二篇』（『護る影 前後篇』[7]） : 原作吉岡貞明、脚本小原武雄、主演阿部九州男、1934年7月26日公開
- 『怪盗流転』 : 脚本藤原晃、主演海江田譲二、1934年8月22日公開
- 『受難仇討日記』 : 原作河合徳三郎、脚本坂本辰夫、主演都健太郎、1934年9月6日公開
- 『仁侠三筋の巷』 : 主演桂章太郎、1934年10月11日公開
- 『旅鴉喧嘩街道』（『旅烏喧嘩街道』[7]） : 主演桂章太郎、1934年12月6日公開
- 『密使紫頭巾 前篇』 : 原作・脚本桐沢清子、主演琴糸路、1935年2月7日公開 - 益田晴夫とともに監督

### 甲陽映画
すべて製作は「甲陽映画」、配給は「マキノトーキー製作所」、すべて「勝見雅之」名義、特筆以外はトーキーである。
- 『旅鴉時雨街道』 : 原作梶井杢太郎、脚本小鍛治泰祐、主演羅門光三郎・大塚田鶴子、サウンド版、1936年11月2日公開
- 『忍術浮島城』 : 原作伊井忠正、脚本小鍛治泰祐、主演大利根伸太郎・桜井京子、1937年3月18日公開
- 『伝法葵くずれ』 : 原作・脚本小鍛治泰輔（小鍛治泰祐）、主演天津竜太郎、1937年製作・公開